# Guégnéka
Guégnéka es una comuna del círculo de Dioila, región de Kulikoró, Malí. Está formada por 6 pueblos y la ciudad de Fana. Su población era de 41.982 habitantes en 2009.